# Élections en Suisse

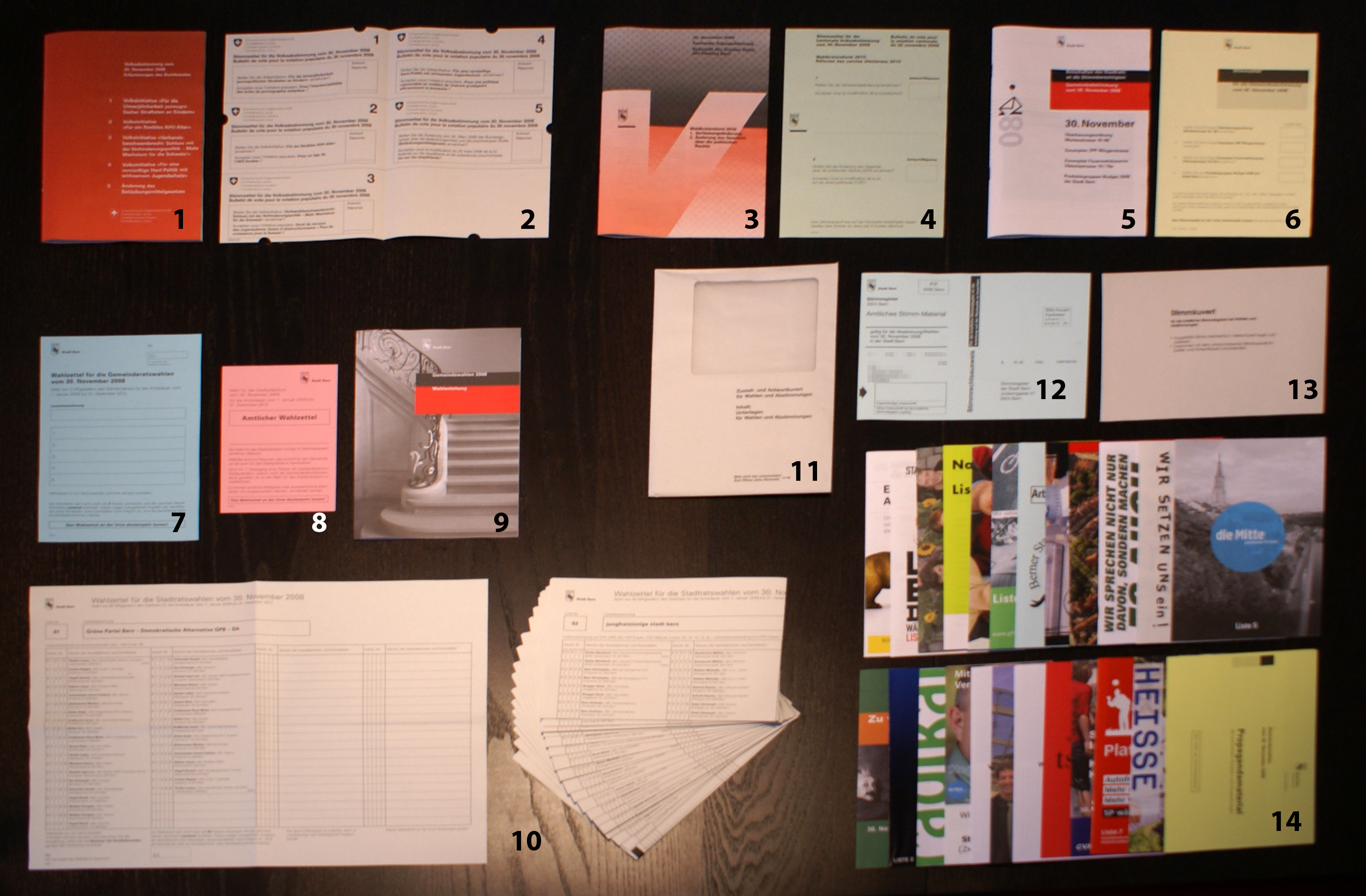
Matériel de vote reçu par un citoyen du canton de Berne pour les élections et référendums du 8 novembre 2008.

La Suisse étant un État fédéral à trois niveaux de pouvoir (fédéral, cantonal et communal), il existe des élections à chacun de ces niveaux, chacune suivant ses propres règles.
Les élections législatives communales et cantonales sont majoritairement au scrutin proportionnel alors que les élections exécutives communales et cantonales se font au scrutin majoritaire. Au niveau fédéral, le scrutin à la chambre basse qu'est le Conseil national se fait à la proportionnelle alors que l'élection à la chambre haute qu'est le Conseil des États se fait au scrutin majoritaire. Enfin, les élections à l'Exécutif du pays, le Conseil fédéral et à la Présidence de la Confédération se font au scrutin majoritaire à plusieurs tours, ces dernières étant réalisées par les parlementaires fédéraux siégeant à l'Assemblée fédérale qui sont de grands électeurs.
Tout suisse âgé de 18 ans ou plus peut prendre part aux élections (élire et être élu) à moins d'être privé ou déchu de ses droits politiques. Les Suisses de l'étranger sont inscrits auprès de leur Ambassade de pays de résidence et choisissent, lors de leur inscription, leur commune de vote. Cette dernière est responsable de leur envoyer tout matériel de propagande électorale et de comptabiliser leur vote.
Afin de jouir du droit de vote au niveau fédéral, le citoyen suisse doit jouir du droit de vote au niveau cantonal et par extension, au niveau communal; c'est ce qu'on appelle les trois niveaux de citoyenneté. Toutefois, cela ne s'applique qu'aux Suisses vivant dans le pays. Les Suisses de l'étranger ne bénéficient pas du droit de vote communal et cantonal mais uniquement du droit de vote fédéral. Seuls quelques cantons octroient le droit de vote aux Suisses de l'étranger tant aux élections communales et cantonales que fédérales.
Les citoyens du Canton de Schaffhouse sont les seuls qui ont l'obligation de vote, que le scrutin soit communal, cantonal ou fédéral et qu'il concerne des élections ou des votations.

## Rappel historique
- 1798 : C'est avec l'avènement de la République helvétique (1798-1803), république sœur de la Première République française, que l'instauration du suffrage universel (pour les hommes seulement) a été introduit pour la première fois en Suisse.
- 1803 : Cette année, Napoléon Bonaparte dote la Suisse d'une nouvelle constitution, l'Acte de Médiation, et le suffrage est restreint sous la nouvelle Confédération suisse.
- 1815 : À la suite du Congrès de Vienne, la Confédération des XXII cantons restreint fortement voire abolit le suffrage universel qui réapparaît uniquement dans les cantons dès 1830 toutefois avec plusieurs restrictions telles que le cens, ou encore la cooptation.
- 1848 : Ce n'est qu'à travers la création de l'État fédéral de 1848 que le suffrage universel réapparaît, suffrage universel pour les hommes uniquement âgés de plus de 20 ans[2].
- 1850 : La République de Neuchâtel fut le premier canton à introduire le vote des étrangers au niveau communal et ce, dès 1850 pour le supprimer ensuite et le réintroduire en 1875[3]. Neuchâtel a reconnu dès 1850 le droit de vote, mais pas d'éligibilité, des résidents étrangers aux élections municipales. Il faut rappeler qu'au XIXe siècle le droit de vote et d'éligibilité n'était pas automatiquement garanti aux citoyens d'un canton dans un autre canton.
- 1959 : Au niveau cantonal, le Canton de Vaud fut le premier à octroyer le suffrage féminin en 1959, le dernier fut le Canton d'Appenzell Rhodes-Intérieures en 1990, par décision du Tribunal fédéral.
- 1971 : Il faudra attendre 1971 pour qu'au niveau fédéral, la loi sur le suffrage féminin en Suisse soit acceptée, par les hommes, en votation populaire.
- 1978 : Le premier canton à octroyer le droit de vote aux étrangers au niveau cantonal (et communal) en situation régulière fut la République du Jura lors de sa création en 1978. Neuchâtel suivit en 2000.

## Au niveau fédéral

### Conseil national
Au niveau fédéral, pour le Conseil national, la Suisse applique un mode de scrutin mixte:
- Scrutin proportionnel, dans les circonscriptions plurinominales, avec répartition des sièges selon le quotient Hagenbach-Bischoff (le nombre de voix est divisé par le nombre de sièges + 1) puis à la plus forte moyenne. Cela signifie que l'électeur peut voter pour une liste sans la modifier, ou la retoucher en biffant des noms ou en répétant certains des noms qui y figurent ; il peut, par ailleurs, panacher une liste de parti en y insérant les noms de candidats d'autres partis ou établir sa propre liste sur un bulletin vierge en choisissant des noms de différentes listes.
- Scrutin uninominal majoritaire simple, dans les 6 circonscriptions qui n'élisent qu'un seul conseiller national[5], à savoir les cantons d'Appenzell Rhodes-Extérieures, d'Appenzell Rhodes-Intérieures, de Glaris, d'Obwald, de Nidwald et d'Uri.

En cas de vacance de siège en cours de législature, il est pourvu, soit par le premier des « viennent-ensuite » de la liste du parti titulaire, soit par une élection partielle dans les circonscriptions uninominales. Le vote est non obligatoire sauf dans un petit nombre de cantons, où toute abstention non justifiée est sanctionnée par une légère amende.

### Conseil des États
Pour le Conseil des États, chaque canton est libre de décider du mode de scrutin. Ainsi, les cantons d'Appenzell Rhodes-Extérieures, d'Appenzell Rhodes-Intérieures, de Bâle-Campagne, de Bâle-Ville, d'Obwald, de Nidwald qui n'élisent chacun qu'un Conseiller aux États (Sénateur) appliquent le scrutin majoritaire uninominal.
Les cantons du Jura et de Neuchâtel ont opté pour la représentation proportionnelle.
Les autres cantons connaissent différentes formes de système majoritaire. La majorité requise se calcule sur les bulletins valables, généralement 50 % comme à Lucerne, Obwald, Nidwald, Zoug, Fribourg, Bâle-Ville, Bâle-Campagne, Appenzell Rhodes-Extérieures, Saint-Gall, Thurgovie, Tessin, Vaud, Valais et Genève. L'autre système consiste à déterminer la majorité en proportion du total des suffrages recueillis par tous les candidats (25 %). Cette méthode de faire a pour conséquence d'abaisser la majorité requise car une partie des bulletins ne comporte qu'une ligne remplie, l'autre étant vierge.
Il y a encore quelques particularités en ce qui concerne le traitement des bulletins ou des suffrages blancs ainsi que des bulletins nuls qui peuvent entrer ou non dans le calcul de la majorité. Les conditions de présentation au second tour varient également. Ainsi, dans certains cantons, les candidats n'ayant pas obtenu un certain pourcentage de voix sont automatiquement éliminés. D'autres cantons permettent le remplacement de candidats. Le second tour se déroule entre trois et cinq semaines après le premier tour suivant les règles cantonales. Les voix éparses sont recensées dans certains cantons alors que d'autres ne reconnaissent que les suffrages qui se portent sur les candidats dont les noms ont été officiellement déposés.

### Pouvoir judiciaire
Les 38 juges fédéraux et les 19 juges suppléants sont également élus au système majoritaire par les grands électeurs de l'Assemblée fédérale. Enfin, au niveau des districts cantonaux, les Préfets sont élus par le Peuple au scrutin majoritaire. Dans certains cantons comme à Genève, le Procureur général de Genève est élu par le corps électoral au scrutin majoritaire pour une durée de six ans. Cette élection peut être tacite s'il n'y a qu'une ou qu'un candidat.

## Au niveau cantonal

### Résumé de la répartition des sièges
État : 18.05.25 - Dernières élections prises en compte: TG (Gouv. compl.) 

NB: Cette liste tient compte des transfuges pendant les législatures et ne représente pas forcément le nombre de sièges gagnés le jour des élections cantonales respectives.
|  | Partis                                             | Sigles  | Tendances politiques               | Sièges Gouvernements | Sièges Législatifs cantonaux |
|  | -------------------------------------------------- | ------- | ---------------------------------- | -------------------- | ---------------------------- |
|  | Union démocratique du centre                       | UDC     | conservateur/libéral/souverainiste | 28                   | 586                          |
|  | Parti libéral-radical                              | PLR     | libéral/radical                    | 35                   | 508                          |
|  | Parti socialiste suisse                            | PSS     | social-démocrate                   | 29                   | 452                          |
|  | Le Centre                                          | LC      | démocrate chrétien/centre droit    | 40✝                  | 425                          |
|  | Les Verts                                          | LV      | écologiste                         | 7                    | 236                          |
|  | Vert'libéraux                                      | PVL     | écologiste/social-libéral          | 2                    | 150                          |
|  | Indépendants                                       | IND     | ind./régionaliste                  | 5                    | 61                           |
|  | Parti évangélique suisse                           | PEV     | chrétien/centre gauche/écologiste  | 1                    | 42                           |
|  | Union démocratique fédérale                        | UDF     | évangéliste/conservateur           | –                    | 21                           |
|  | Centre gauche - PCS                                | PCS     | christianisme social/centre gauche | 1                    | 12                           |
|  | Ligue des Tessinois                                | Lega    | régionaliste/populiste             | 2                    | 14                           |
|  | Parti des Indépendants AR                          | PUAR    | régionaliste                       | 1                    | 14                           |
|  | Mouvement citoyens genevois                        | MCG     | régionaliste/populiste             | –                    | 14                           |
|  | Parti suisse du travail Parti ouvrier et populaire | PST POP | communisme                         | –                    | 13                           |
|  | Libertés & Justice sociale GE                      | LJS     | régionaliste/radicalisme           | 1                    | 10                           |
|  | La Gauche/Liste alternative                        | LG/AL   | écosocialisme                      | –                    | 6                            |
|  | Parti chrétien-social d'Obwald                     | CSP     | christianisme social/régionaliste  | 1                    | 4                            |
|  | Avanti TI                                          | A       | centre-gauche                      | –                    | 3                            |
|  | Les Libres VD                                      | LL      | régionaliste                       | –                    | 3                            |
|  | Mouvement Pour le Socialisme                       | MPS     | trotskisme                         | –                    | 2                            |
|  | Décroissance Alternatives VD                       | DA      | écosocialisme                      | –                    | 2                            |
|  | Partito Communista TI                              | PC      | marxisme-léninisme                 | –                    | 2                            |
|  | Più Donne TI                                       | PD      | féministe                          | –                    | 2                            |
|  | HelvEthica                                         | HE      | anti-vax                           | –                    | 2                            |
|  | SolidaritéS                                        | SOL     | communisme/marxisme/trotskisme     | –                    | 1                            |
|  | Aktives Bettingen BS                               | AB      | régionaliste/divers droite         | –                    | 1                            |
|  | Bürgerliche Stadt- und Landliste BE                | BSL     | régionaliste/divers droite         | –                    | 1                            |
|  | Entremont Autrement VS                             | EA      | régionaliste/divers gauche         | –                    | 1                            |
|  | La Broye C'est Vous FR                             | LBCV    | régionaliste/divers gauche         | –                    | 1                            |
|  | Parti socialiste autonome du Jura Sud              | PSA     | social-démocrate/séparatiste       | –                    | 1                            |
|  | Solidarité & Écologie VD                           | S&E     | écosocialisme                      | –                    | 1                            |
|  | ForumAlternativo TI                                | FA      | écosocialisme/marxisme             | –                    | 1                            |
|  | Volks-Aktion BS                                    | VA      | nationaliste                       | –                    | 1                            |
|  | Aufrecht Schweiz                                   | AUF     | anti-vax                           | –                    | 1                            |
|  | Total                                              | Total   | Total                              | 153/154✝             | 2594                         |

✝Une élection complémentaire à Zoug doit être organisée le 15 juin 2025 pour remplacer Martin Pfister, élu au Conseil fédéral

### Exécutifs cantonaux
Au niveau cantonal, le corps électoral est appelé à élire l'exécutif cantonal tous les quatre ans. Les cantons de Vaud, Genève (depuis 2013) et Fribourg élisent tous les cinq ans alors que le canton d'Appenzell Rhodes-Intérieur élit son gouvernement chaque année. Les élections aux exécutifs se passent habituellement à la même date que les élections législatives. La majorité des cantons (22/26) utilisent le scrutin majoritaire plurinominal exercé par le suffrage universel direct cantonal.
Pour le Canton de Berne, un des 7 sièges est constitutionnellement réservé à la population du Jura bernois, minorité francophone du canton. Les suffrages recueillis par les candidats et les candidates du Jura bernois sont donc comptés séparément à l'échelle du canton et à celle du Jura bernois. Par conséquent, le siège garanti au Jura bernois est attribué au candidat ou à la candidate qui obtient la moyenne géométrique établie en obtenant la racine carrée des voix du Jura bernois multipliées par les voix du canton entier. L'élection à ce siège est particulièrement regardée puisqu'elle peut créer une majorité de gauche ou de droite, sans pour autant octroyer le siège à une personne mieux élue dans le reste du canton.

### Législatifs cantonaux
Pour les législatifs, tous les cantons ont un parlement monocaméral. Le système de vote utilisé partout est le scrutin proportionnel plurinominal à l'exception du Canton des Grisons qui utilise le scrutin de liste majoritaire et du Canton d'Appenzell Rhodes-Intérieures qui utilise un scrutin mixte, à savoir le scrutin proportionnel pour la commune de Herisau et le scrutin majoritaire pour toutes les autres communes. À l'exception de ce dernier et du canton de Bâle-Ville, chaque député d'un parlement cantonal doit prêter serment une fois élu. Les circonscriptions électorales dans la plupart des cantons (16/26) sont les districts. Dans les cantons où il n'y a pas de district (10/26) pour cause de superficie restreinte, les députés sont élus dans un collège unique.
Six cantons ont défini un quorum légal (Sperrklausel en allemand). Dans le système biproportionnel, le quorum naturel (le pourcentage de votes à atteindre pour obtenir le premier siège) est beaucoup trop bas, ce qui risque de trop morceler le parlement. La loi fixe donc un seuil pour l'obtention d'un premier siège. Il s'agit de :
- 3% dans le canton de NE[10].
- 3% dans le canton des GR[11]
- 4% dans le canton de BS[12]
- 5% dans les cantons de VD[13], ZH[14]
- 7% dans le canton de GE[15]
- 8% dans le canton du VS[16]

| Valais Tessin Grisons Genève Vaud Neuchâtel Jura Berne Thurgovie Zurich Argovie Lucerne Soleure Bâle-Campagne Schaffhouse Uri Schwytz Glaris Saint-Gall AI AR Obwald Nidwald Zoug Fribourg Bâle-Ville France Italie Liechtenstein Autriche Allemagne |

Parti politique ayant le plus de sièges au Législatif cantonal.
| Abr. | Drapeaux | Canton                                                | Nom de l'Exécutif              | Nombre de sièges                         | Membres                                                  | Mode d'élection                             | Dernière élection    | Nom du Législatif                        | Nombre de sièges                                                                                            | Durée de la législature | Dernière élection    |
| ---- | -------- | ----------------------------------------------------- | ------------------------------ | ---------------------------------------- | -------------------------------------------------------- | ------------------------------------------- | -------------------- | ---------------------------------------- | --- | ----------------------- | -------------------- |
| ZH   |          | Zurich (Zürich)                                       | Regierungsrat                  | 7 2 UDC, 1 IND, 1 LC, 1 LV, 1 PLR, 1 PSS | Regierungsrat                                            | Peuple - Scrutin majoritaire plurinominal   | 12.02.2023           | Kantonsrat                               | 180 46 UDC, 36 PSS, 30 PLR, 23 PVL, 18 LV, 11 LC, 7 PEV, 5 LG, 3 UDF, 1 PCS                                 | 4 ans                   | 12.02.2023           |
| BE   |          | Berne (Bern)                                          | Conseil Exécutif Regierungsrat | 7 2 PSS, 2 UDC, 1 LV, 1 PLR, 1 LC        | Conseiller exécutif Regierungsrat                        | Peuple - Scrutin majoritaire plurinominal   | 27.03.2022           | Grand conseil Grosser Rat                | 160 44 UDC, 33 PSS, 19 LV (14 LVBE, 3 VLL, 2 AVeS), 18 PLR, 16 PVL, 12 LC, 9 PEV, 6 UDF, 1 BSL, 1 LG, 1 PSA | 4 ans                   | 27.03.2022           |
| LU   |          | Lucerne (Luzern)                                      | Regierungsrat                  | 5 2 LC, 1 PLR, 1 PSS, 1 UDC              | Regierungsrat                                            | Peuple - Scrutin majoritaire plurinominal   | 14.05.2023 (2e tour) | Kantonsrat                               | 120 32 LC, 27 UDC, 22 PLR, 19 PSS, 12 LV, 8 PVL                                                             | 4 ans                   | 02.04.2023           |
| UR   |          | Uri                                                   | Regierungsrat                  | 7 4 LC, 2 PLR, 1 UDC                     | Regierungsrat                                            | Peuple - Scrutin majoritaire plurinominal   | 21.04.2024 (Compl.)  | Landrat                                  | 64 22 LC, 17 UDC, 12 PLR, 4 IND, 4 PSS, 3 PVL, 2 LV                                                         | 4 ans                   | 21.04.2024 (2e tour) |
| SZ   |          | Schwytz (Schwyz)                                      | Regierungsrat                  | 7 3 UDC, 2 PLR, 2 LC                     | Regierungsrat                                            | Peuple - Scrutin majoritaire plurinominal   | 03.03.2024           | Kantonsrat                               | 100 38 UDC, 23 LC, 19 PLR, 12 PSS, 5 PVL, 2 LV                                                              | 4 ans                   | 03.03.2024           |
| OW   |          | Obwald (Obwalden)                                     | Regierungsrat                  | 5 2 LC, 1 IND, 1 CSP, 1 UDC              | Regierungsrat                                            | Peuple - Scrutin majoritaire plurinominal   | 13.03.2022           | Kantonsrat                               | 55 19 LC, 13 UDC, 11 PLR, 6 PSS, 4 CSP, 2 PVL                                                               | 4 ans                   | 13.03.2022           |
| NW   |          | Nidwald (Nidwalden)                                   | Regierungsrat                  | 7 3 LC, 2 UDC, 1 PLR, 1 PVL              | Regierungsrat                                            | Peuple - Scrutin majoritaire plurinominal   | 13.03.2022           | Landrat                                  | 60 16 PLR, 15 LC, 15 UDC, 7 LV, 5 PVL, 2 PSS,                                                               | 4 ans                   | 13.03.2022           |
| GL   |          | Glaris (Glarus)                                       | Regierungsrat                  | 5 2 UDC, 1 PLR, 1 LC, 1 PS               | Regierungsrat                                            | Peuple - Scrutin majoritaire plurinominal   | 09.02.2025 (Compl.)  | Landrat                                  | 60 18 UDC, 12 LC, 11 PLR, 8 PS, 6 LV, 5 PVL                                                                 | 4 ans                   | 15.05.2022           |
| ZG   |          | Zoug (Zug)                                            | Regierungsrat                  | 6/7 2 LC, 2 PLR, 2 UDC                   | Regierungsrat                                            | Peuple - Scrutin proportionnel plurinominal | 15.06.2025 (Compl.)  | Kantonsrat                               | 80 19 LC, 18 PLR, 18 UDC, 10 LV, 8 PSS, 6 PVL, 1 PCS                                                        | 4 ans                   | 02.10.2022           |
| FR   |          | Fribourg (Freiburg)                                   | Conseil d'État Staatsrat       | 7 2 LC, 2 PLR, 1 LV, 1 PS, 1 UDC         | Conseiller d'État Staatsrat                              | Peuple - Scrutin majoritaire plurinominal   | 28.11.2021 (2e tour) | Grand conseil Grosser Rat                | 110 26 LC, 23 PLR, 21 PSS, 18 UDC, 13 LV, 4 PCS, 3 PVL, 1 LBCV, 1 UDF                                       | 5 ans                   | 07.11.2021           |
| SO   |          | Soleure (Solothurn)                                   | Regierungsrat                  | 5 2 PSS, 1 LC, 1 PLR, 1 UDC              | Regierungsrat                                            | Peuple - Scrutin majoritaire plurinominal   | 13.04.2025 (2e tour) | Kantonsrat                               | 100 25 UDC, 21 PSS, 20 LC, 20 PLR, 9 LV, 4 PVL, 1 PEV                                                       | 4 ans                   | 09.03.2025           |
| BS   |          | Bâle-Ville (Basel-Stadt)                              | Regierungsrat                  | 7 3 PSS, 2 PLR (2 PLD), 1 LC, 1 PVL      | Regierungsrat                                            | Peuple - Scrutin majoritaire plurinominal   | 24.11.2024 (2e tour) | Grosser Rat                              | 100 31 PSS, 19 PLR (13 PLD, 6 PLR), 12 LV, 12 UDC, 7 PVL, 7 LC, 6 BastA! (LV), 4 PEV, 1 AB, 1 VA            | 4 ans                   | 20.10.2024           |
| BL   |          | Bâle-Campagne (Basel-Landschaft)                      | Regierungsrat                  | 5 1 LC, 1 LV, 1 PEV, 1 PLR, 1 PSS        | Regierungsrat                                            | Peuple - Scrutin majoritaire plurinominal   | 12.02.2023           | Landrat                                  | 90 21 UDC, 20 PSS, 17 PLR, 12 LV, 10 LC, 6 PVL, 4 PEV                                                       | 4 ans                   | 12.02.2023           |
| SH   |          | Schaffhouse (Schaffhausen)                            | Regierungsrat                  | 5 2 UDC, 2 PLR, 1 PSS                    | Regierungsrat                                            | Peuple - Scrutin majoritaire plurinominal   | 18.08.2024           | Kantonsrat                               | 60 21 UDC, 16 PSS, 9 PLR, 5 PVL, 3 LV, 2 LC, 2 PEV, 2 UDF                                                   | 4 ans                   | 22.09.2024           |
| AR   |          | Appenzell Rhodes-Extérieures (Appenzell Ausserrhoden) | Regierungsrat                  | 5 2 PLR, 1 PUAR, 1 PSS, 1 UDC            | Regierungsrat                                            | Peuple                                      | 09.02.25 (Compl.)    | Kantonsrat                               | 65 20 PLR, 14 PUAR, 10 PSS, 8 UDC, 6 IND, 3 LC, 2 PEV, 2 PVL                                                | 4 ans                   | 14.05.2023 (2e tour) |
| AI   |          | Appenzell Rhodes-Intérieures (Appenzell Innerrhoden)  | Standeskommission              | 7 3 IND, 3 LC, 1 UDC                     | Regierungsrat                                            | Landsgemeinde                               | 28.04.2024           | Grosser Rat                              | 50 50 IND                                                                                                   | 4 ans                   | 07.05.2023           |
| SG   |          | Saint-Gall (St. Gallen)                               | Regierung                      | 7 2 LC, 2 PLR, 2 PSS, 1 UDC              | Regierungsrat                                            | Peuple - Scrutin majoritaire plurinominal   | 14.04.2024 (2e tour) | Kantonsrat                               | 120 42 UDC, 27 LC, 19 PLR, 18 PSS, 6 LV, 6 PVL, 2 PEV                                                       | 4 ans                   | 03.04.2024           |
| GR   |          | Grisons (Graubünden, Grigioni, Grischun)              | Regierung Governo Regenza      | 5 3 LC, 1 PLR, 1 PSS                     | Regierungsrat Consigliere di Stato Cusseglier Guvernativ | Peuple - Scrutin majoritaire plurinominal   | 15.05.2022           | Grosser Rat Gran Consiglio Cussegl grond | 120 34 LC, 27 PLR, 25 PSS, 25 UDC, 7 PVL, 2 LV                                                              | 4 ans                   | 15.05.2022           |
| AG   |          | Argovie (Aargau)                                      | Regierungsrat                  | 5 2 UDC, 1 PLR, 1 LC, 1 PSS              | Regierungsrat                                            | Peuple - Scrutin majoritaire plurinominal   | 20.10.2024           | Grosser Rat                              | 140 48 UDC, 23 PSS, 22 PLR, 18 LC, 11 PVL, 10 LV, 5 PEV, 3 UDF                                              | 4 ans                   | 20.10.2024           |
| TG   |          | Thurgovie (Thurgau)                                   | Regierungsrat                  | 5 2 UDC, 1 PLR, 1 LC, 1 PSS              | Regierungsrat                                            | Peuple - Scrutin majoritaire plurinominal   | 18.05.2025 (Compl.)  | Grosser Rat                              | 130 42 UDC, 21 LC, 18 PSS, 17 PLR, 13 LV, 6 PEV, 6 PVL, 6 UDF, 1 AUF                                        | 4 ans                   | 07.04.2024           |
| TI   |          | Tessin (Ticino)                                       | Consiglio di Stato             | 5 2 LEGA, 1 PLR, 1 LC, 1 PSS             | Consigliere di Stato                                     | Peuple - Scrutin proportionnel plurinominal | 02.04.2023           | Gran Consiglio                           | 90 21 PLR, 16 LC, 14 LEGA, 11 PSS, 9 UDC, 5 LV, 3 A, 2 HE, 2 PC, 2 PD, 2 MPS, 2 PVL, 1 FA                   | 4 ans                   | 02.04.2023           |
| VD   |          | Vaud                                                  | Conseil d'État                 | 7 3 PLR, 2 PSS, 1 LC, 1 LV               | Conseiller d'État                                        | Peuple - Scrutin majoritaire plurinominal   | 10.04.2022 (2e tour) | Grand conseil                            | 150 50 PLR, 32 PSS, 24 LV, 23 UDC, 11 PVL, 3 LL, 3 POP, 2 DA, 1 SOL, 1 S&E                                  | 5 ans                   | 20.03.2022           |
| VS   |          | Valais (Wallis)                                       | Conseil d'État                 | 5 2 LC, 1 PLR, 1 PSS, 1 UDC              | Conseiller d'État                                        | Peuple - Scrutin majoritaire plurinominal   | 02.03.2025           | Grand conseil                            | 130 48 LC (42 LC, 7 NEO), 27 PLR, 26 UDC, 14 PSS, 8 LV, 1 EA                                                | 4 ans                   | 02.03.2025           |
| NE   |          | Neuchâtel                                             | Conseil d'État                 | 5 2 PLR, 2 PSS, 1 LV                     | Conseiller d'État                                        | Peuple - Scrutin majoritaire plurinominal   | 23.03.2025           | Grand conseil                            | 100 30 PLR, 27 PSS, 15 LV, 12 UDC, 8 POP, 5 PVL, 3 LC                                                       | 4 ans                   | 23.03.2025           |
| GE   |          | Genève                                                | Conseil d'État                 | 7 2 PLR, 2 PSS, 1 LV, 1 LC, 1 LJS        | Conseiller d'État                                        | Peuple - Scrutin majoritaire plurinominal   | 30.04.2023 (2e tour) | Grand conseil                            | 100 22 PLR, 18 PSS, 15 LV, 14 MCG, 11 UDC, 10 LJS, 9 LC, 1 IND                                              | 5 ans                   | 02.04.2023           |
| JU   |          | Jura                                                  | Gouvernement                   | 5 2 PSS, 2 LC, 1 PCS                     | Ministre                                                 | Peuple - Scrutin majoritaire plurinominal   | 24.11.2024 (Compl.)  | Parlement                                | 60 15 LC, 13 PSS, 8 PLR, 7 LV, 7 UDC, 6 PCS, 2 CS·POP, 2 PVL                                                | 5 ans                   | 18.10.2020           |

#### Députés suppléants
Certains canton élisent également aux côtés de leurs députés des suppléants, dont les tâches sont variables. 
| Abr. | Drapeaux | Canton    | Mode d'élection                                                                          | Nombre de sièges |
| ---- | -------- | --------- | ---------------------------------------------------------------------------------------- | ---------------- |
| GE   |          | Genève    | Peuple - Scrutin proportionnel plurinominal - Liste identique à celle de la députation   | 17               |
| GR   |          | Grisons   | Peuple - Scrutin proportionnel plurinominal - Liste identique à celle de la députation   | 120              |
| JU   |          | Jura      | Peuple - Scrutin proportionnel plurinominal - Liste identique à celle pour la députation | 32               |
| NE   |          | Neuchâtel | Peuple - Scrutin proportionnel plurinominal - Liste identique à celle de la députation   | 18, 20 ou 21     |
| VS   |          | Valais    | Peuple - Scrutin proportionnel plurinominal - Liste séparée de celle pour la députation  | 130              |

## Au niveau communal

### Législatif
Dans le système fédéral suisse, le pouvoir législatif au niveau communal est exercé directement par le peuple ou par le biais d'un organe élu. La dénomination varie de canton à canton, voire de commune à commune au sein d'un même canton (comme à Berne ou à Zurich).

### Exécutif
En Suisse, le pouvoir exécutif au niveau communal est exercé par un organe élu. La dénomination varie de canton à canton, voire de commune à commune au sein d'un même canton (comme à Berne), de même que le nombre de membres, le mode d'élection, la durée du mandat et les compétences de l'organe.

## Droit de vote et d'éligibilité

### Qui peut élire et être élu Conseiller national
- Les citoyennes et citoyens suisses âgés de plus de 18 ans vivant en Suisse ;
- Tous les Suisses de l'étranger âgés de plus de 18 ans, s'ils sont inscrits sur les listes électorales.

### Qui peut élire et être élu Conseiller aux États
- Les citoyennes et citoyens suisses âgés de plus de 18 ans vivant en Suisse ;
- Uniquement les Suisses de l'étranger âgés de plus de 18 ans inscrits dans les 11 cantons de Berne, Bâle-Campagne, Fribourg, Genève, des Grisons, du Jura, de Neuchâtel, Soleure, Schwytz, Zurich et uniquement pour les citoyens originaires du Tessin[43] ;
- Les étrangers âgés de plus de 18 ans vivant depuis 5 ans dans le Canton de Neuchâtel[44] et les étrangers vivant depuis 10 ans en Suisse et 1 an dans le Canton du Jura[45] peuvent élire mais ne peuvent pas être élus.
- Les citoyennes et citoyens suisses âgés de plus de 16 ans vivant dans le Canton de Glaris. Ils ne peuvent qu'élire mais ne pas être élus avant 18 ans.

### Qui peut élire et être élu aux élections cantonales
- Les citoyennes et citoyens suisses âgés de plus de 18 ans vivant dans le canton en question ;
- Les citoyennes et citoyens suisses âgés de plus de 16 ans vivant dans le Canton de Glaris. Ils ne peuvent qu'élire mais ne pas être élus avant 18 ans[46] ;
- Uniquement les Suisses de l'étranger âgés de plus de 18 ans inscrits dans les 10 cantons de Berne, Bâle-Campagne, Fribourg, Genève, des Grisons, du Jura, de Neuchâtel, Soleure, Schwytz et uniquement pour les citoyens originaires du Tessin[47] ;
- Les étrangers âgés de plus de 18 ans vivant depuis 5 ans dans le Canton de Neuchâtel peuvent élire mais ne peuvent pas être élus[48].
- Les étrangers âgés de plus de 18 ans vivant depuis 10 ans en Suisse et 1 an dans le Canton du Jura peuvent élire mais ne peuvent pas être élus.

### Qui peut élire et être élu aux élections communales
- Les citoyennes et citoyens suisses âgés de plus de 18 ans et inscrits dans la commune en question ;
- Les citoyennes et citoyens suisses âgés de plus de 16 ans vivant dans le Canton de Glaris. Ils ne peuvent qu'élire mais ne pas être élus avant 18 ans ;
- Les étrangers âgés de plus de 18 ans vivant :
  - depuis 5 ans dans le Canton de Neuchâtel et de Fribourg[49] ;
  - depuis 8 ans dans le Canton de Genève[50] mais ne peuvent pas être élus.
  - depuis 10 ans en Suisse et 1 an dans le Canton du Jura ; Les étrangers peuvent être élus dans les exécutifs communaux mais pas au poste de Maire.
  - depuis 10 ans en Suisse et 3 ans dans le Canton de Vaud[51] ;
  - dans certaines communes des cantons d'Appenzell Rhodes-Extérieures (4/20) (Rehetobel, Speicher, Trogen, Wald)[52], et des Grisons[53] (21/108) (Albula/Alvra, Arosa, Bever, Bonaduz, Bregaglia, Casti-Wergenstein, Cazis, Conters im Prättigau, Domleschg, Donat, Fideris, Jenaz, Luzein, Masein, Safiental, Scuol, Sils im Domleschg, Sumvitg, Surses, Tschappina, Vals)[52]. (État au 31 juillet 2018)